# Tschuffert Peak
Der Tschuffert Peak ist ein 244 m hoher, markanter und isolierter Berg an der Mawson-Küste des ostantarktischen Mac-Robertson-Land. Er ragt zwischen dem Taylor-Gletscher und dem Chapman Ridge auf.
Norwegische Kartographen kartierten ihn anhand von Luftaufnahmen der Lars-Christensen-Expedition 1936/37 und benannten ihn als Svartpiggen (norwegisch für Schwarze Spitze). Das Antarctic Names Committee of Australia benannte ihn dagegen nach dem in Wien geborenen australischen Meteorologen Helmut A. Tschuffert (* 1931), der 1958 auf der Mawson-Station tätig war.